# Nationale W.-N.-Karasin-Universität Charkiw

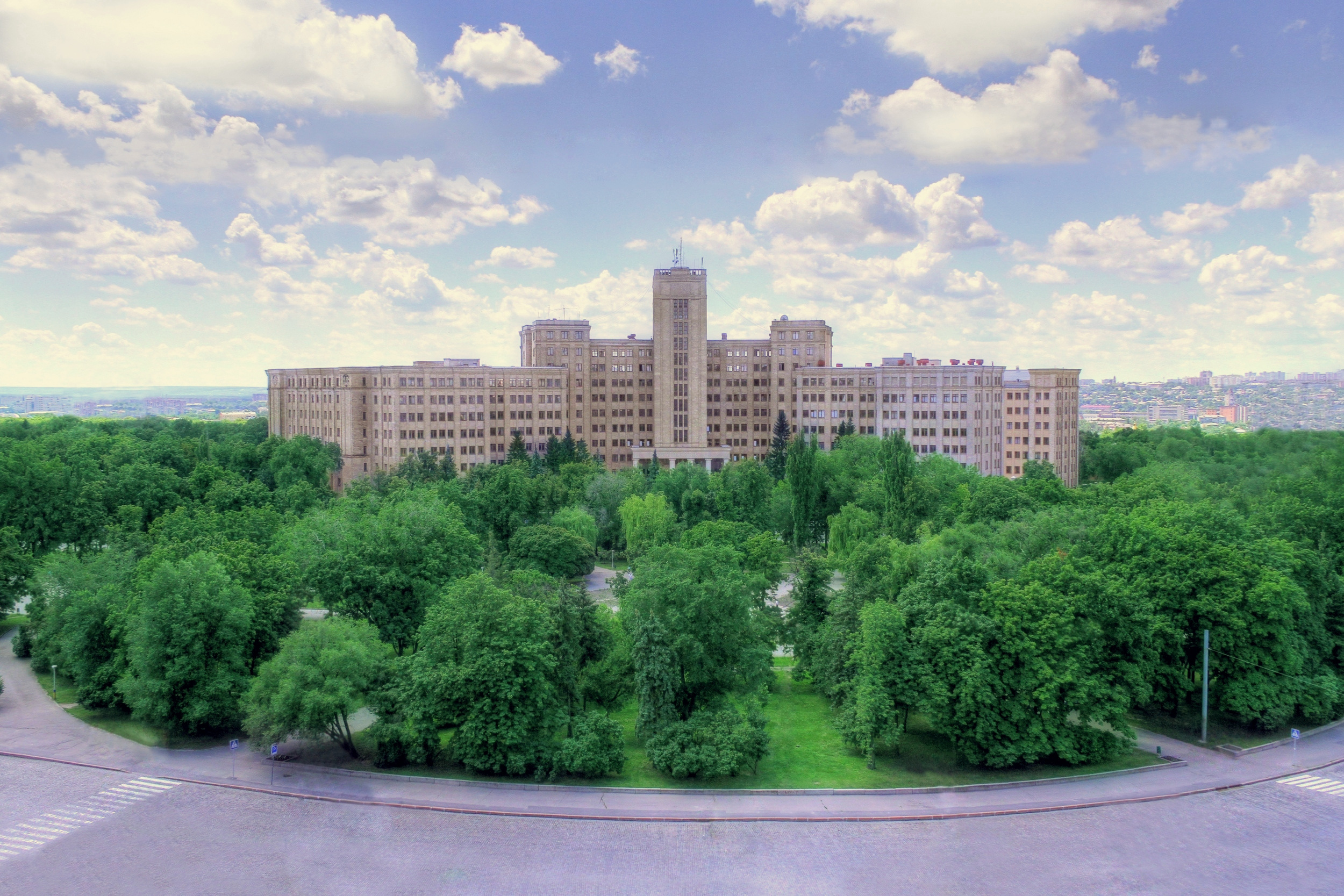
Universität Charkiw, Hauptgebäude im stalinistischen Empire-Stil, ehem. Haus der Projekte (Главный корпус Харьковского университета)

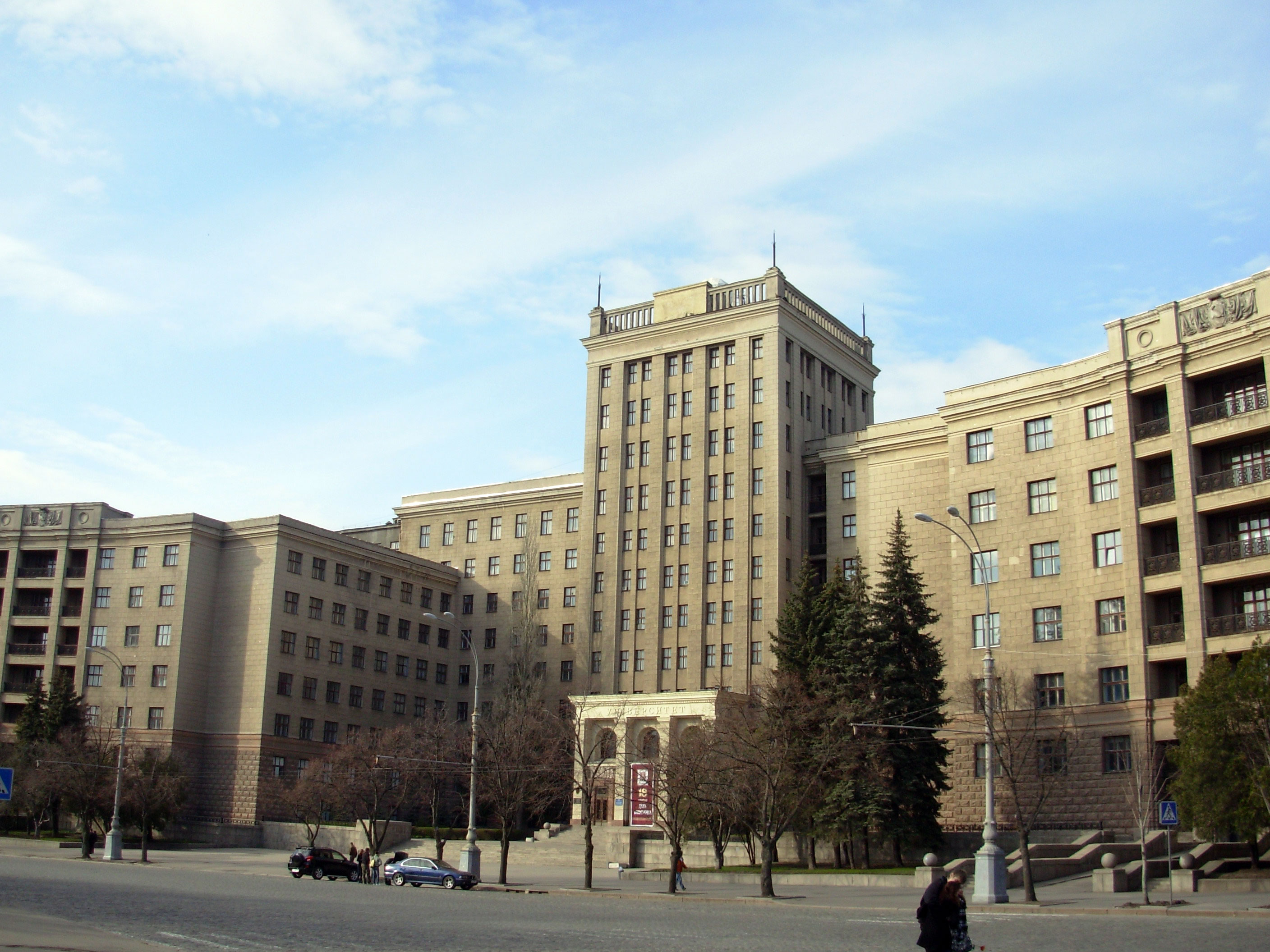
Gebäude der Universität Charkiw an der Nordseite des Freiheitsplatz

Die Nationale Universität Charkiw „W. N. Karasin“ (ukrainisch Харківський національний університет імені В. Н. Каразіна, russisch Харьковский национальный университет имени В. Н. Каразина) (NKUC) in Charkiw ist mit etwa 12.000 Studenten und rund 1.300 Mitarbeitern eine der wichtigsten Universitäten in der Ukraine. Sie wurde 1804 auf Initiative von Wassyl Karasin gegründet und 1805 eröffnet. Sie ist die zweitälteste Universität in der Ukraine nach der Universität Lemberg.

## Geschichte
In den Revolutionsjahren und im Bürgerkrieg 1917–1920 gab es einen Kampf zwischen den Anhängern der ukrainischen Unabhängigkeit und den pro-russischen Professoren. Die meisten ukrainischen Professoren blieben in Charkiw. Sie arbeiteten weiterhin in Institutionen, die von der Sowjetregierung auf den Grundlagen der Universität organisiert wurden: der Akademie für theoretisches Wissen (1920–1921), dem Kharkiv Institute of Public Education (1921–1930), dem Kharkiv Institute of National Economy, physikalisch-chemische und juristische Institute. Die Professoren, die mit den neuen politischen Realitäten nicht einverstanden waren, verließen die Universität.
In den Jahren 1932–1933 wurde die NKUC restauriert. 1936 erfolgte eine Umbenennung nach dem russischen Schriftsteller Alexei Gorki, obwohl er zu Lebzeiten nichts mit der Universität zu tun hatte. Während des Zweiten Weltkrieges wurde die NKUC nach Qysylorda, Kasachstan, evakuiert, wo sie gemeinsam mit der Kiewer Universität die Vereinigte Ukrainische Staatliche Universität gründete. 1943–1944 kehrte die NKUC nach Charkiw zurück (das erste akademische Jahr nach der Befreiung der Stadt begann am 1. November 1943). 1960 wurde das Charkiw Pädagogische Institut für Fremdsprachen als Fakultät für Fremdsprachen an die Universität angeschlossen.

## Gebäude
Der Komplex wurde mit Stahlbeton nach den Plänen von Sergei Serafimow und Maria Sandberg in den Jahren 1930–1932 als Regierungsgebäude der Ukrainischen SSR errichtet. Nach dem Krieg bis 1961 rekonstruiert und restauriert. Seit 1957/62 Kharkov Gorky University.

## Fakultäten
- Biologie
- Physik
- Strahlenphysik
- Physik und Technologie
- Informatik
- Philosophie
- Mathematik und Informationstechnologie
- Geologie und Geographie
- Wirtschaftswissenschaften
- Fremdsprachen
- Geschichte
- Philologie
- Medizin
- Chemie
- Sozialwissenschaften
- Psychologie
- Rechtswissenschaften
- Internationale Wirtschaftsbeziehungen und Tourismus
- Postgraduierten-Ausbildung
- Physik und Energie.

## Nobelpreisträger
- Ilja Iljitsch Metschnikow (1845–1916), russischer Zoologe, Phylogenetiker, Darwinist, Bakteriologe und Immunologe; (Medizin, 1908)
- Lew Dawidowitsch Landau (1908–1968), sowjetischer Physiker; (Physik, 1962)
- Simon Smith Kuznets[3][4][5][6] (1901–1985), US-amerikanischer Ökonom russisch-jüdischer Herkunft; (Wirtschaftswissenschaften, 1971)